# Кюнефе
Кюнефѐ (с възможни произношения канафа̀, канафѐ, кнафѐ, кюнафѐ, кунафа̀ и др.) е сиропиран десерт от кадаиф и млечен продукт подобен на обезсолен кашкавал или извара. Характерен е за страните от Левантийския регион (източното Средиземноморие): южна Турция, Ливан, Палестина, Йордания, Сирия, Израел и северен Египет, но е познат и в Гърция. Произношението „кюнефе“ е обичайно за Турция, а под това название десертът се среща и в някои краища на България.
В зависимост от местната традиция, сладкишът може да придобие различни форми, но общите съставки за приготвянето му са:
- кадаиф, запържен в масло (маргарин, палмово масло);
- млечен продукт, подобен на обезсолен кашкавал, парено сирене или извара;
- захарен сироп, необходим за сиропиране на сладкиша, в който може да са капнати няколко капки розова вода или друга есенция;
- (незадължително) натрошени или смлени ядки като орехи и шамфъстъци.

В Турция кюнефе се приготвя, като кадаифът се полага на два пласта — долна и горна основа — и млечният продукт се поставя между тях. В други страни млечният продукт се оформя на фитилче и кадаифът се овалва около него във формата на пуричка.
Обичайно десертът се поднася горещ, от което кашкаваленият пълнеж се разтича и започва да се „точи на конци“.